# Reguła OZI
Reguła  OZI – reguła, według której silne rozpady mezonów związane z nieciągłymi liniami kwarkowymi są tłumione. Została sformułowana po raz pierwszy przez Susumu Okubo, George’a Zweiga i Jugoro Izukę w latach 60. XX wieku.
Wiąże się z faktem, że bieżąca stała sprzężenia (siła oddziaływania, która mimo że jest nazywana stałą, zależy od energii) oddziaływań silnych maleje dla wysokich energii.
Ta reguła sprawia, że lekkie stany czarmonium i bottomonium (lżejsze niż odpowiednio dwa mezony D i dwa mezony B) są stosunkowo trwałe, gdyż mogą się rozpadać tylko w ten sposób. Powoduje też, że mezon φ rozpada się raczej na parę kaonów niż na trzy piony, mimo że ten drugi rozpad odpowiada większej różnicy masy i jest preferowany ze względu na czynnik przestrzeni fazowej.